# Lycodes concolor
Lycodes concolor és una espècie de peix de la família dels zoàrcids i de l'ordre dels perciformes.

## Morfologia
- Els mascles poden assolir 54,5 cm de longitud total.[4][5]

## Depredadors
És depredat per Atheresthes evermanni.

## Hàbitat
És un peix marí i d'aigües profundes que viu entre 42-1.025 m de fondària.

## Distribució geogràfica
Es troba al Pacífic nord: Alaska i Rússia.

## Observacions
És inofensiu per als humans.